# Norberto Boggio
Norberto Boggio (11. srpna 1931, Santa Fe - 20. prosince 2021) byl argentinský fotbalový útočník.

## Klubová kariéra
Hrál v Argentině za CA Banfield a CA San Lorenzo de Almagro. S CA San Lorenzo de Almagro získal v roce 1959 mistrovský titul. Kariéru končil v mexické lize v týmu Atlante FC. V Poháru osvoboditelů nastoupil v 5 utkáních a dal 1 gól.

## Ligová bilance
| Ročník                   | Zápasy | Góly | Klub                      |
| ------------------------ | ------ | ---- | ------------------------- |
| 1. argentinská liga 1949 | 1      | 0    | CA Banfield               |
| 1. argentinská liga 1950 | 1      | 0    | CA Banfield               |
| 1. argentinská liga 1951 | 0      | 0    | CA Banfield               |
| 1. argentinská liga 1952 | 0      | 0    | CA Banfield               |
| 1. argentinská liga 1953 | 4      | 0    | CA Banfield               |
| 1. argentinská liga 1954 | 16     | 3    | CA Banfield               |
| 1. argentinská liga 1957 | 30     | 8    | CA San Lorenzo de Almagro |
| 1. argentinská liga 1958 | 19     | 8    | CA San Lorenzo de Almagro |
| 1. argentinská liga 1959 | 30     | 15   | CA San Lorenzo de Almagro |
| 1. argentinská liga 1960 | 29     | 6    | CA San Lorenzo de Almagro |
| 1. argentinská liga 1961 | 27     | 6    | CA San Lorenzo de Almagro |
| 1. argentinská liga 1962 | 13     | 0    | CA San Lorenzo de Almagro |
| 1. mexická liga 1963/64  | -      | -    | Atlante FC                |
| 1. mexická liga 1964/65  | -      | -    | Atlante FC                |
| 1. mexická liga 1965/66  | -      | -    | Atlante FC                |
| 1. mexická liga 1966/67  | -      | -    | Atlante FC                |
| 1. mexická liga 1967/68  | 30     | 14   | Atlante FC                |
| 1. mexická liga 1968/69  | 29     | 11   | Atlante FC                |
| 1. mexická liga 1969/70  | -      | -    | Atlante FC                |
| 1. mexická liga 1970/71  | -      | 4    | Atlante FC                |
| CELKEM 1. liga           | -      | -    |                           |

## Reprezentační kariéra
Za reprezentaci Argentiny nastoupil v letech 1958–1961 v 11 utkáních. Byl členem argentinské reprezentace na Mistrovství světa ve fotbale 1958, nastoupil v utkání se Severním Irskem.